# Равна-Баня
Равна-Баня (серб. Равна Бања) — населённый пункт в общине Медведжя Ябланичского округа Республики Сербии.

## Население
Согласно переписи населения 2002 года, в селе проживало 364 человека (205 сербов, 153 албанца и другие).
| Численность населения | Численность населения | Численность населения | Численность населения | Численность населения | Численность населения | Численность населения | Численность населения |
| 1948                  | 1953                  | 1961                  | 1971                  | 1981                  | 1991                  | 2002                  | 2011                  |
| --------------------- | --------------------- | --------------------- | --------------------- | --------------------- | --------------------- | --------------------- | --------------------- |
| 1228                  | 1329                  | 1295                  | 1035                  | 716                   | 593                   | 364                   | 225                   |

## Религия
Согласно церковно-административному делению Сербской православной церкви, село относится к Сияриньскобаньскому приходу Ябланичского архиерейского наместничества Нишской епархии. В селе расположен храм Святого Николая.